# Aschères-le-Marché
Aschères-le-Marché là một xã trong tỉnh Loiret, vùng Centre-Val de Loire bắc trung bộ nước Pháp. Xã này nằm ở khu vực có độ cao từ 121-133 mét trên mực nước biển.